# Clemente Ribeiro da Silva

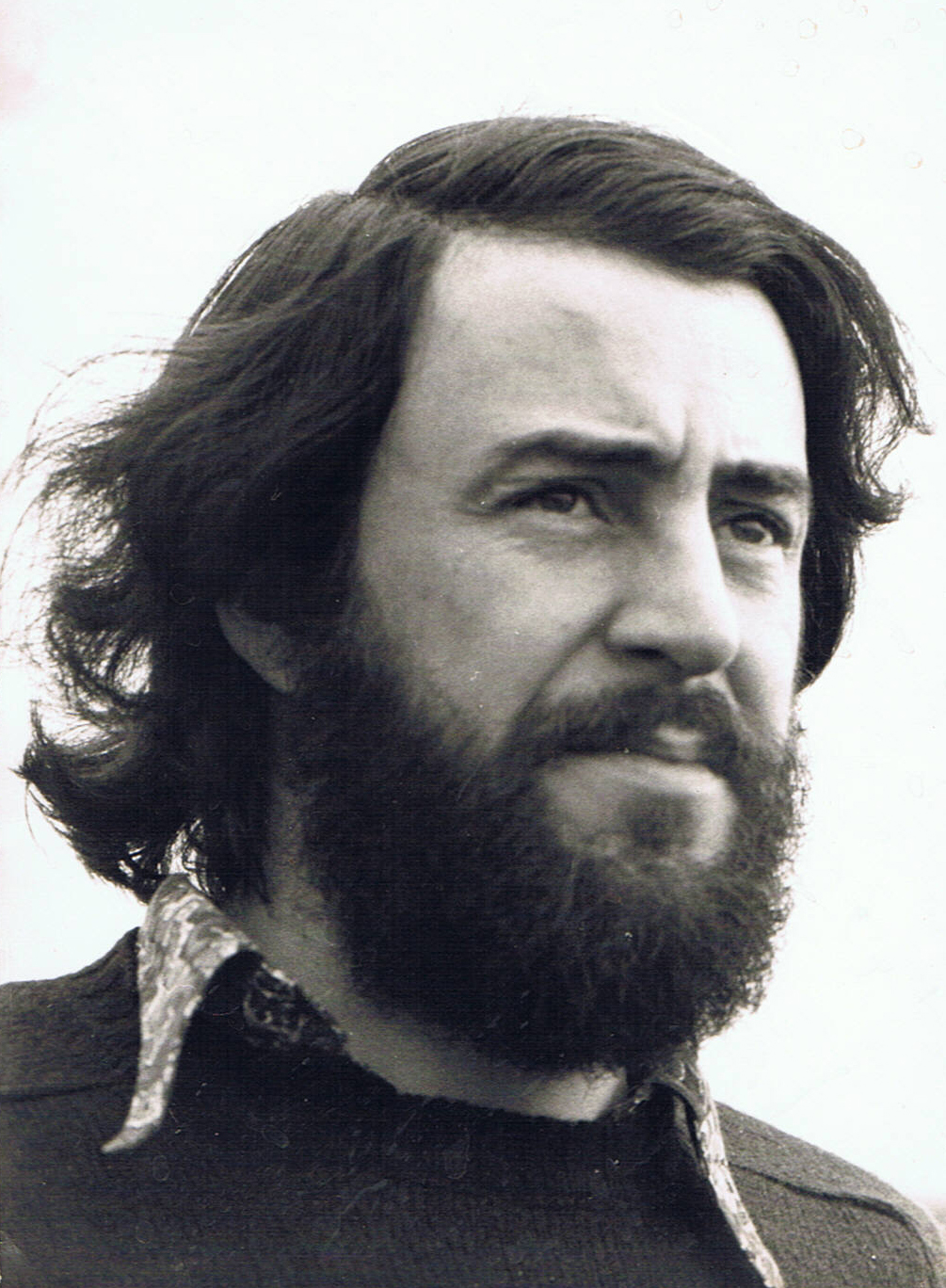
"Kiko" Ribeiro da SIlva

Clemente Ribeiro da Silva (São João da Madeira, 21 de Junho de 1943 – Estoril, 16 de Outubro de 1977), também conhecido como “Kiko” ou "Quico" Ribeiro da Silva foi um piloto português de automobilismo, venceu diversas provas Nacionais e Internacionais, tendo-se sagrado Campeão Nacional de Portugal Grupo 1 em 1975.

## Primeiros Tempos
Clemente Luis Correia Ribeiro da Silva, nasceu 21 de Junho de 1943, no seio de uma família portuense ligada à produção vitivinícola, a CdaSilva SARL. Sonhador e criativo, desde cedo revelou uma capacidade inata para as artes, com uma aptidão muito especial para o desenho. Consciente da sua capacidade, aproveitava esse dom para dar forma aos automóveis da sua eleição, com os quais sonhava desde sempre.
Foi com naturalidade que o jovem “Kiko” encheu os seus cadernos escolares de esboços de viaturas, tal como foi com naturalidade que, chegado o tempo da faculdade, decidiu abraçar o curso de arquitectura. Por essa altura, já na posse do seu primeiro carro, um Hillman IMP absolutamente de série, o jovem estudante de arquitectura começou a alinhar em provas de perícia e em ralis de regularidade, dando corpo assim a um sonho de muitos anos.

## O início
Concluído o curso, Clemente Ribeiro da Silva apenas exerceu arquitectura como complemento, tendo enveredado por uma carreira de relações públicas na empresa de vinhos da família. A natural simpatia e a facilidade de se relacionar com as pessoas em geral revelaram-se então importantes atributos para o sucesso na sua área profissional. Os amigos eram uma parte importante da sua vida, estabelecendo ao longo dos anos relações duradouras com um elevado número de eleitos, entre os quais alguns pilotos tão notáveis como Edgar Fortes, Joaquim Moutinho, Álvaro Parente e Rufino Fontes. Claro está que os carros estiveram sempre presentes e cada vez mais performantes. Ao Hilmann Imp sucedeu um IMP GT, seguido de um NSU TTS, um Austin Cooper S e um Renault R8 S. Com estes vieram as provas mais a sério e os primeiros resultados de relevo, tendo alcançado um meritório 4º lugar no Campeonato Nacional de Ralis de 1966, o primeiro campeonato da era moderna.

## Revelação no Troféu Datsun
No entanto, para o grande público, “Kiko” Ribeiro da Silva apenas se viria a revelar em 1971, através do seu excelente desempenho no Troféu Datsun 1200, uma inovadora forma de competir, apenas com recurso ao popular e resistente modelo da marca japonesa. Se no ano de estreia ficou em 4º lugar, na reedição do Troféu conseguiu o 2º posto absoluto, depois de uma renhida época onde lutou taco a taco com alguns dos seus amigos nortenhos. Em 1973 organizou uma equipa apoiada pelos vinhos Dalva para disputar a classe mais baixa das provas de Turismo de Série, mas os carros escolhidos, os Toyota Corolla 1200 S KE20 não eram tão competitivos como os Datsun 1200 e os resultados não foram tão brilhantes como o inicialmente esperado, apesar de terem alcançado o 6º lugar no novo Campeonato Nacional de Montanha.

## Campeão Nacional de Grupo 1

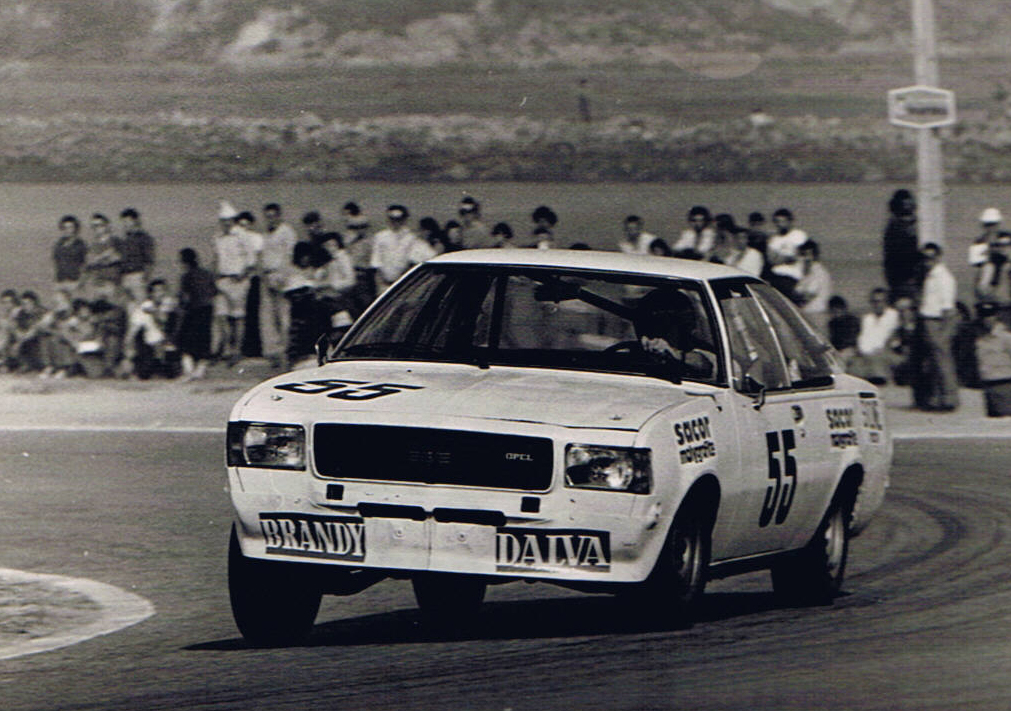
"Kiko" Ribeiro da SIlva

Para o ano seguinte, manteve o apoio da Dalva mas trocou de montada, passando a usar um potente Opel Commodore GS/E, adquirido em França e um dos carros mais competitivos da sua geração, no panorama das provas de Turismo de Série. Com o novo veículo as vitórias à geral passaram a ser comuns, tendo triunfado no circuito de Jarama, em Espanha e no GP do ACP, a única jornada de velocidade disputada em Portugal nesse conturbado ano. Mantendo o carro para 1975, a senda de sucessos manteve-se e no final da época alcançou o título de Campeão Nacional de Grupo 1, para carros de Turismo de Série. No ano seguinte, ainda com o mesmo carro, lutou toda a época com o seu amigo Joaquim Moutinho, ao volante de um Commodore idêntico. No final conseguiu superar o seu adversário e obter o melhor conjunto de resultados da Classe 4, a dos carros mais potentes, mas em termos de campeonato foi batido por Edgar Fortes que tinha dominado totalmente a classe mais baixa do Grupo 1 com o pequeno Simca Rallye II, obtendo sempre a pontuação correspondente ao triunfo absoluto e vencendo assim os adversários melhor equipados.

## Team Arbo: Porsche Carrera RSR

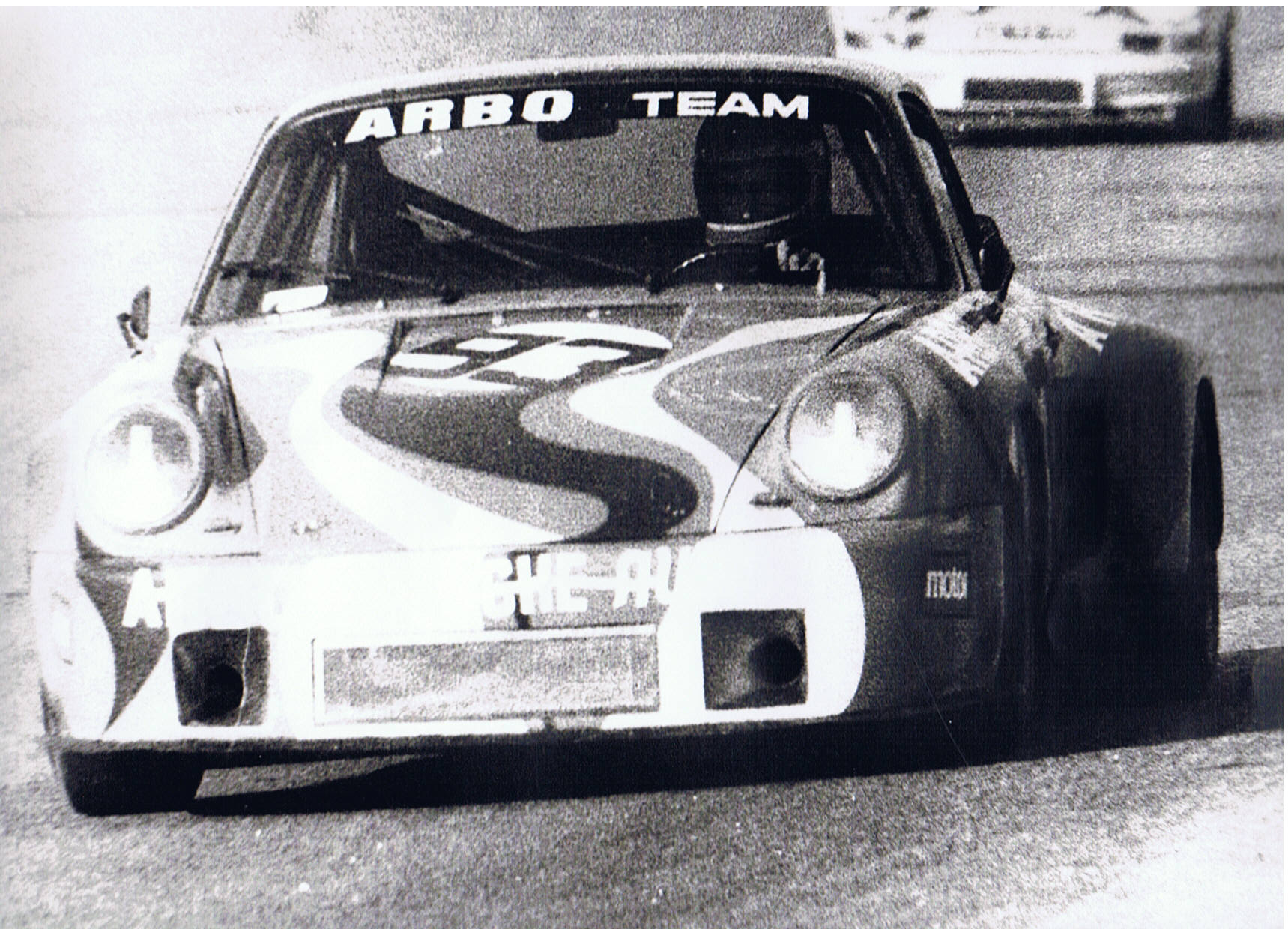
"Kiko" Ribeiro da SIlva

Sem mais nada que provar a nível dos automóveis de turismo, Clemente Ribeiro da Silva ensaiou duas novas operações para 1977, alinhando no novo Troféu Mini, e em simultâneo, subindo para a classe superior da velocidade nacional - o Agrupamento B - que reunia os carros dos Grupos 2, 3, 4 e 5. Integrado na nova equipa da Arbo, “Kiko” passou a dispor de um Porsche Carrera RSR transformado em Grupo 5 pela Garagem Aurora. De modo paradoxal, o novo carro estreou-se no Rali da Reguladora, ainda numa fase incipiente de preparação. Em seguida, com o começo da época de velocidade, o Porsche cor-de-laranja surgiu já num grau de preparação mais avançado, conseguindo discutir as primeiras posições com o carro idêntico de Robert Giannone, crónico vencedor destas provas. Alguns problemas técnicos devido à juventude do carro condicionaram a prestação de Clemente Ribeiro da Silva, mas mesmo assim conseguiu ser o melhor piloto nacional na Rampa da Serra da Estrela - pontuável para o Europeu de Montanha - e ainda conquistar dois triunfos absolutos com o “Porsche Aurora RSR” em provas do Campeonato Nacional de Velocidade.

## Última Prova
O derradeiro dos quais no dia 1 de Outubro de 1977, 15 dias antes de participar na manga nacional do Campeonato Europeu de Turismo, os 500 km do Estoril, ao volante do relativamente modesto Alfa Romeo 2000 GTV de Grupo 1 que partilhou com o seu amigo Rufino Fontes. Após uma corrida sem história, problemas mecânicos levaram o carro a encostar em plena recta da meta, durante o turno de Ribeiro da Silva. Sendo já de noite e sabendo que a prova estava perto do final, o arquitecto-piloto aguardou sentado no rail de protecção que os adversários concluíssem a prova, para em seguida atravessar a pista a pé e regressar às boxes, onde estava a restante equipa. No entanto, por cúmulo do azar, um carro circulava ainda na pista do Estoril, precisamente o BMW 3.0 CSL do italiano Humberto Grano, o segundo classificado da prova que devido a uma avaria no alternador e por circular sem luzes, não se tinha apercebido da bandeirada de chegada e continuava a rodar em ritmo de corrida. Estavam reunidos todos os elementos que levaram ao atropelamento do piloto português e à tragédia que se seguiu.  O falecimento de um piloto tão popular e simpático como “Kiko” Ribeiro da Silva foi profundamente sentido por todos os familiares, amigos e aficionados do desporto automóvel. De facto, o “Kiko” deixou um vazio difícil de preencher e a melhor prova que nunca foi esquecido traduziu-se na enorme multidão que assistiu à missa do 30º aniversário da sua morte. Um acontecimento inédito na história do desporto automóvel Português.